# Ливия Орестила
Ливия Орестила (на латински: Livia Orestilla; * ок. 20; † не по-рано от 40) или Корнелия Орестила (на латински: Cornelia Orestilla), понякога и Корнелия Орестина (на латински: Cornelia Orestina), е втората жена на император Калигула през 37 г.

## Биография
По всяка вероятност правилното ѝ име е Корнелия Орестина, въпреки че остава по-известна като Ливия. Предполага се, че е дъщеря на Публий Корнелий Сципион Орестин, претор през 7 г.
През 37 г. Ливия се омъжва за Гай Калпурний Пизон. По време на празненствата по повод сватбата, Калигула принуждава Пизон да даде на Ливия развод и самият той се жени за нея. На следващия ден Калигула обявява, че е постъпил като Ромул и Октавиан Август, които са взели своите жени от други мъже. Един ден след това Калигула се развежда с Ливия, но ѝ забранява да има отношения с Пизон. През 40 г. за съмнения в прелюбодеяние с Пизон те двамата са изпратени в заточение.